# Kubáňovo
Kubáňovo (Hongaars: Szete) is een Slowaakse gemeente in de regio Nitra, en maakt deel uit van het district Levice.
Kubáňovo telt 290 inwoners.